# Sempre (Statuto)
Sempre è un album discografico del gruppo musicale italiano Statuto, pubblicato nel 2005 dalla Venus Dischi.

## Il disco
È il decimo album musicale degli Statuto.
Nel disco di 14 tracce inedite, è presente una collaborazione con i The Gang per il brano In fabbrica, ed il brano Facci un goal, dedicato all'attaccante Paolo Pulici e critica al "calcio moderno", di cui viene realizzato anche un videoclip.

## Tracce
1. Pazzo
2. Un fiore nel cemento
3. Facci un goal
4. Sempre
5. Vivere felici
6. Nessuno come noi
7. In fabbrica
8. Il regno della Mole
9. Sali su
10. L'onorevole
11. Una piccola formalità
12. Torno a cantare
13. Mentalità da strada
14. Non chiamarlo amore

## Formazione
- Oscar Giammarinaro - Oskar - cantante
- Giovanni Deidda - Naska - batteria
- Antonio Abate - basso
- Valerio Giambelli - Mr.No - chitarra